# Vršatské Podhradie
Vršatské Podhradie (in ungherese Oroszlánkő) è un comune della Slovacchia facente parte del distretto di Ilava, nella regione di Trenčín.